# Samuel Adler
Samuel Adler (Worms, 3 dicembre 1809 – New York City, 9 giugno 1891) è stato un rabbino e talmudista tedesco naturalizzato statunitense, appartenente alla corrente riformata.
Dopo il diploma al gymnasium di Francoforte sul Meno, Adler entrò nel 1831 all'Università di Bonn e più tardi a quella di Gießen dove, nel 1836, si laureò in filosofia. Il suo primo incarico ufficiale fu quello di predicatore ed assistente rabbino a Worms. Nel 1842 fu eletto rabbino delle congregazioni ebraiche di Alzey e tale rimase fino al 1857, quando fu chiamato a guidare la congregazione Emanu-El di New York, incarico che mantenne fino al 1874. Nel 1854 fu eletto rabbino e predicatore dalla congregazione riformata di Leopoli ma declinò l'incarico.